# Harold Wilson
James Harold Wilson, baron Wilson of Rievaulx, KG, OBE, FRS, PC (11. března 1916 Huddersfield – 24. května 1995 Londýn) byl britský politik. V letech 1964–1970 a 1974–1976 zastával úřad předsedy vlády za labouristickou stranu.

## Mládí a vzdělání
Wilsonův otec, povoláním chemik, byl aktivní v Labouristické straně, matka byla učitelkou. Harold Wilson začal v roce 1934 studovat moderní historii na oxfordské Jesus College a byl členem Liberální strany. Ke vstupu do Labouristické strany ho přiměl významný socialistický libertarián a člen fabiánské společnosti G. D. H. Cole. Po roce studia si Wilson změnil obor na areálové studium filosofie, politologie a ekonomie, které zakončil v roce 1937. Poté vyučoval na Oxfordské univerzitě hospodářské dějiny.
Po vypuknutí války se Wilson přihlásil do armády, jako specialista byl ale přidělen k civilní službě. Pracoval jako statistik a ekonom v oblasti uhelného průmyslu. Statistika byla jeho specializací, později byl hlavou Ústředního statistického úřadu a prezidentem Královské statistické společnosti.

## Veřejná činnost
V roce 1945 byl poprvé zvolen do Dolní sněmovny, v roce 1947 se stal ministrem obchodu jako nejmladší člen britské vlády ve 20. století. V roce 1951 odstoupil na protest proti zavedení poplatků do britského zdravotního systému. V roce 1954, kdy byli labouristé v opozici, se stal stínovým kancléřem pokladu (ministrem financí). Během padesátých let se posunul ze stranické levice k pravicovému křídlu, což ho stálo i jeho křeslo, které vyměnil za stínové ministerstvo zahraničí. Po náhlém úmrtí předsedy strany Hugha Gaitskella byl zvolen předsedou labouristické strany a zvítězil s ní těsnou většinou ve volbách v roce 1964.

### Předseda vlády
Jako premiér patřil mezi oblíbence královny Alžběty II. Během svého úřadování se potýkal se složitou hospodářskou situací – vysokou inflací i nezaměstnaností a rozpočtovými schodky. Přesto odmítal devalvaci britské libry. Když k ní byl nakonec nucen přistoupit (1967), dokázal ji mediálně prezentovat jako úspěch. Inflaci zamezoval prostřednictvím cenové kontroly. Založil několik institucí pro podporu hospodářství a ekonomického růstu. Za jeho vlády proběhlo mnoho stávek, jedna z nejvýznamnějších byla organizována dopravními odbory. V oblasti školství byla za Wilsonovy vlády zřízena Open University.
V zahraniční politice došlo za prvních Wilsonových vlád k nepokojům v mnoha bývalých britských koloniích, především v Rhodesii a Jižní Africe. Wilson byl odpůrcem rhodeského bělošského předsedy vlády Iana Smithe, který upíral černošské většině rozhodovací práva v zemi. Byl vystaven velkému tlaku ze strany Spojených států amerických, aby vyslal britské jednotky do vietnamské války. K tomuto ale nikdy nedošlo. Wilsonova vláda se omezila na slovní protesty, například po náletech na Hanoj a Haiphong.
Ve druhé polovině 60. let došlo k výraznému přílivu imigrantů do Spojeného království, kterého dokázala využít konzervativní opozice.

### V opozici
Po prohraných volbách v roce 1970 nabídl svoji rezignaci na předsedu Labouristické strany, jeho možný soupeř James Callaghan však proti němu odmítl kandidovat a Wilson zůstal v čele strany. Po vítězství ve volbách v roce 1974 opět sestavil vládu.

### Druhé premiérské období
Po pádu Charlese de Gaulla se mu podařilo úspěšně prosadit přistoupení Velké Británie k Evropskému společenství, které bylo potvrzeno vůbec prvním britským referendem v roce 1975. Už za své první vlády povolal armádu do Severního Irska. Jeho plány z opozičních let na postupné sjednocení Severního Irska s Irskou republikou, které z větší části převzala i konzervativní vláda Edwarda Heatha, vzaly za své, poté co byl v roce 1974 nucen uzavřít koalici se severoirskými unionisty. 16. března 1976 na svou funkci překvapivě rezignoval. Svůj krok zdůvodnil dřívějším záměrem skončit v 60 letech s politickou kariérou. Dále uvedl fyzické i duševní vyčerpání, které bylo pravděpodobně projevem nastupující Alzheimerovy choroby.

### Po odchodu z premiérské funkce
Obdržel Podvazkový řád a po opuštění Dolní sněmovny byl povýšen do doživotního šlechtického stavu (tzv. life peer) a jako baron Wilson of Rievaulx zasedl ve Sněmovně lordů. Vzhledem k postupující Alzheimerově chorobě od roku 1987 nevystupoval na veřejnosti. Zemřel v roce 1995 na rakovinu.

## Rodina
Manželka Mary Baldwinová byla básnířkou, měli spolu dva syny.